# Sascha Standke
Sascha Standke (* 1983) ist ein deutscher Handballschiedsrichter aus Ronnenberg. Er gehört zum Elitekader des DHB und ist seit 1999 Schiedsrichter.

## Karriere
Standke wurde 1999 Schiedsrichter. Mit seinem aktuellen Gespannpartner Steven Heine pfeift er seit 2009, nachdem sein vorheriger Partner verstarb. Auch Heine brauchte einen neuen Gespannpartner, da seine vorherigen drei Gespannpartner aus verschiedenen Gründen nicht weiter pfeifen konnten. In der Saison 2019/20 gehörte das Duo zum Eliteanschlusskader uns stiegen zur folgenden Saison in den Elitekader auf. Das erste Bundesliga-Spiel leitete das Gespann in der Saison 2019/20 zwischen dem SC DHfK Leipzig und dem HC Erlangen. Beim Final-4 der Frauen 2024 durfte das Duo ein Halbfinale und das Spiel um Platz drei leiten.
Auf Ebene des DHBs kommt er auf über 300 Spiele.

## Privates
Standkes Stammverein ist BSV Klostermansfeld. Hauptberuflich ist Standke Studienrat.